# Zdeněk Miler
Zdeněk Miler (født 21. februar 1921, død 30. november 2011), var en tjekkisk filmskaber og animator.
Han er mest kendt for filmene om Krtek, den lille muldvarp.